# Hobo Johnson
Frank Lopes Jr., conhecido profissionalmente como Hobo Johnson, é um vocalista americano e líder de Hobo Johnson e os LoveMakers.

## Vida Pessoal
Lopes nasceu em 22 de dezembro de 1994, no estado da Califórnia, nos Estados Unidos, onde também cresceu. Ele possui metade de sua ascendência proveniente do arquipélago português açoriano e a outra metade mexicana com estadunidense. Pouco se sabe sobre sua vida pessoal ou sobre seus pais, mas em algumas músicas Frank afirma que sua mãe traía seu pai com frequência, assim como as brigas eram bem constantes, o que posteriormente tomou fim com um divórcio.

## Carreira Musical
Aos 15 anos, Lopes começou a tocar música e hip-hop.  Ele surgiu com seu nome artístico "Homeless Johnson", mas logo fez de "Hobo Johnson", enquanto morava em seu carro, um Toyota Corolla de 1994, e nomeou seu álbum de estréia em homenagem ao seu carro em 2015. A partir de dezembro de 2016, ele lançou uma série de gravações ao vivo no YouTube com o subtítulo "Live from Oak Park".
Em 2017, ele lançou o álbum The Rise of Hobo Johnson de forma independente, mas depois assinou com a Reprise Records. Naquele ano, ele ganhou quatro prêmios na categoria Área de Música de Sacramento: Artista do Ano, Melhor Hip-Hop / Rap, Melhor Emcee e Melhor Artista Novo.
Hobo Johnson e os LoveMakers lançaram um videoclipe no Facebook como parte do Tiny Desk Contest da NPR em 7 de março de 2018. A música "Peach Scone" coletou milhões de visualizações em apenas algumas semanas. Seguindo a atenção do vídeo "Peach Scone", o álbum "The Rise of Hobo Johnson" alcançou o 11º lugar na Billboard Heatseekers Chart para a semana que terminou em 31 de março de 2018. Neste momento, Lopes também recebeu críticas de Sacramento de Black Lives Matter, que o acusou de usar o nome de Oak Park sem consentimento e de apropriação cultural.

## Hobo Johnson & the LoveMakers
Membros
- Frank Lopes Jr. – Vocal, guitarra, teclado, produção
- Derek Lynch – guitarrra
- Jordan Moore – guitarrra, teclado
- David Baez-Lopez – contra-baixo
- Ben Lerch – bateria

## Discography
Studio albums
- Hobo Johnsons 94 Corolla (2015)
- The Rise of Hobo Johnson (2017)
- The Fall of Hobo Johnson (2019)
- The Revenge of Hobo Johnson (2021)
- Hobo Johnson Alienates His Fanbase (2021)

Singles
- "Peach Scone" (2018)
- "Alone Forever" (2018)
- "T0LIET" (2018)